# Aleurocanthus eugeniae
Aleurocanthus eugeniae là một loài côn trùng cánh nửa trong họ Aleyrodidae, phân họ Aleyrodinae.
Aleurocanthus eugeniae được Takahashi miêu tả khoa học đầu tiên năm 1933.